# مونته‌نرودومو
مونته‌نرودومو (به ایتالیایی: Montenerodomo) یک کومونه در ایتالیا است که در استان کییتی واقع شده‌است.

## خصوصیات
مونته‌نرودومو ۲۹ کیلومترمربع مساحت و ۹۰۹ نفر جمعیت دارد و ۱٬۱۶۵ متر بالاتر از سطح دریا واقع شده‌است.